# Некрасів (річка)
Некрасів, Накрасів — річка в Україні, у Тернопільському районі Тернопільської області, ліва притока Серету (басейн Дністра).

## Опис
Довжина річки 7 км. Висота витоку над рівнем моря — 332 м, висота гирла — 239 м, падіння річки — 93 м, похил річки — 13,29 м/км. Формується з багатьох безіменних струмків та 3 водойм.

## Розташування
Бере початок на південній стороні від села Кобиловолоків. Тече переважно на південний захід через село Папірню і між селами Скомороше та Тудорів впадає у річку Серет, ліву притоку Дністра.